# Sulfato de lítio
Sulfato de lítio é um composto químico de fórmula Li2SO4, é um sal inorgânico branco usado para tratar desordem bipolar (ver farmacologia do lítio). É solúvel em água, embora ele não siga a normal tendência de solubilidade versus temperatura — sua solubilidade em água decresce com o aumento da temperatura. Esta propriedade é encontrada com poucos compostos inorgânicos, tais como os sulfatos de lantanídios.

## Obtenção
Obtém-se pela reação do carbonato de lítio com o ácido sulfúrico:
Li2CO3 + H2SO4 → Li2SO4 + H2O + CO2↑